# مارك إدورثي
مارك إدورثي (بالإنجليزية: Marc Edworthy) مواليد 24 ديسمبر 1972 في إنجلترا، هو لاعب كرة قدم إنجليزي سابق كان يلعب كمدافع. لعب خلال مسيرته 447 مباراة سجل خلالها 2 أهداف.

## المسيرة الاحترافية

### أندية لعب لها
- كريستال بالاس
- كوفنتري سيتي
- وولفرهامبتون واندررز
- نورويتش سيتي
- ديربي كاونتي
- ليستر سيتي

## روابط خارجية
- مارك إدورثي على موقع قاعدة بيانات كرة القدم.إي يو (الإنجليزية)
- مارك إدورثي على موقع Soccerbase.com (لاعب) (الإنجليزية)
- مارك إدورثي على موقع عالم كرة القدم.نت (الإنجليزية)